# Biatló paralímpic

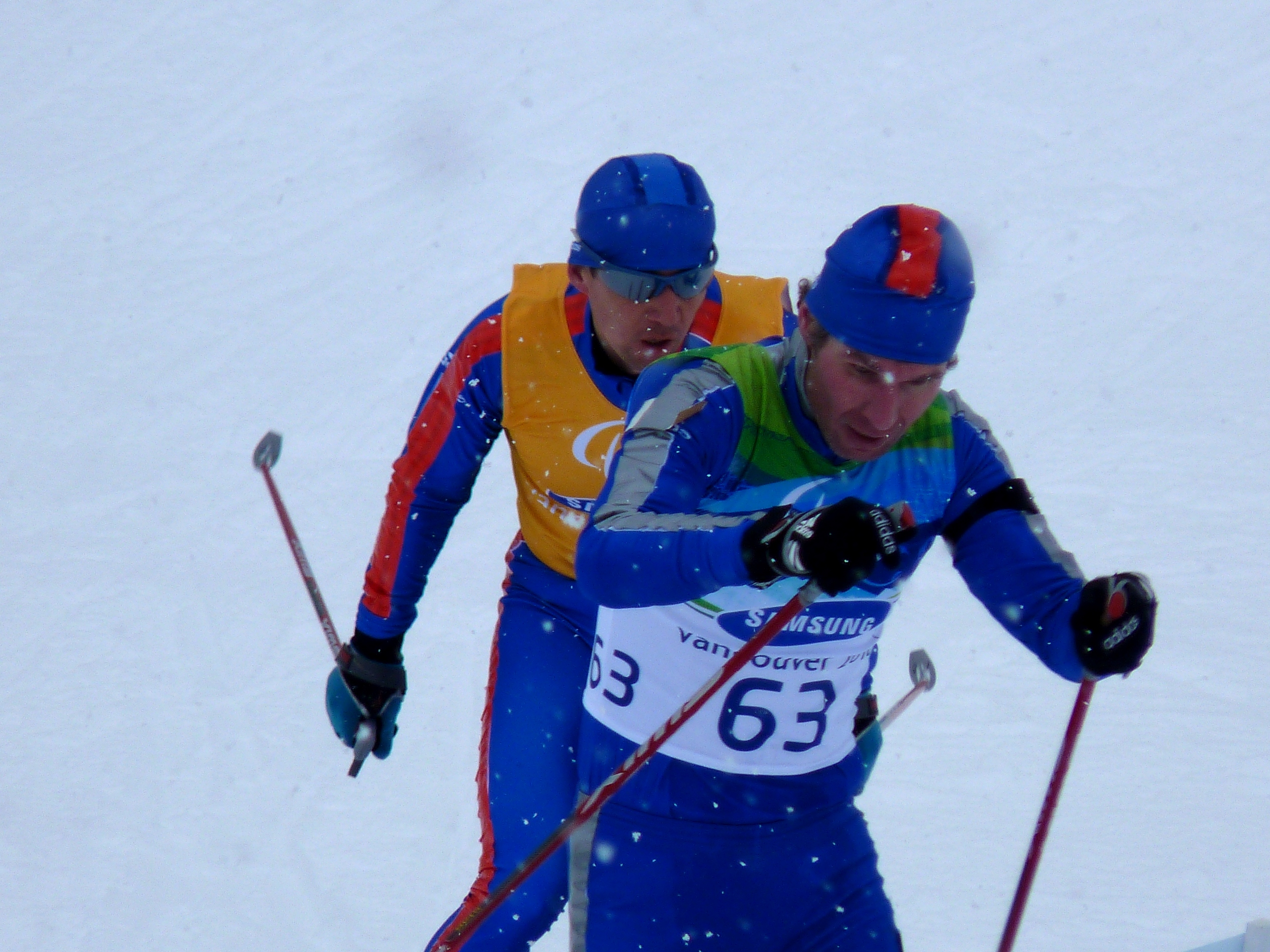
L'atleta paralímpic Irek Mannanov de Rússia, en les proves de classificació dels 3 km masculí del Biatló (per a discapacitats visuals) guiat per Salavat Gumerov (amb samarreta groga), als Jocs Paralímpics d'Hivern de 2010 a Vancouver, Canadà

El biatló paralímpic és una adaptació de biatló per atletes amb una discapacitat, és una de les dues disciplines d'esquí nòrdic als Jocs Paralímpic d'Hivern, combina l'esquí de fons i el tir olímpic amb carabina d'aire comprimit, que pot ser practicat també per persones amb discapacitats físiques o visuals.

## Tipus
Els biatletes es divideixen en categories segons el tipus i grau de discapacitat: modalitat dempeus, asseguts (per a usuaris de cadira de rodes), i per a atletes cecs. En el cas que la discapacitat afecte a les articulacions inferiors, en lloc dels esquís s'utilitza un seient muntat sobre els esquís de fons. Les persones afectades de ceguesa o amb baixa visió són acompanyades per un guia per la pista de fons, mentre al tir utilitzen un fusell electrònic dotat d'un dispositiu d'apuntament acústic que usa sons per indicar a l'atleta com d'acurat és el seu objectiu, i dispara un raig làser a l'objectiu.

## Organització
Les competicions internacionals estan organitzades pel Comité Paralímpic Internacional d'Esquí Nòrdic, que s'ocupa també de l'esquí de fons paralímpic. Per a les principals competicions val la regulació de la International Biathlon Union (IBU) complementada per les disposicions especials dictades pel INPS; la diferència més evident concerneix el transport de l'arma, que es deixa a la zona de tir, en lloc de ser portada a l'esquena durant la part de l'esquí.